# TV 조선왕조실록
《TV 조선왕조실록》은 대한민국의 KBS에 방송됐던 교양 프로그램이다.

## 기획 의도
조선 건국부터 조선왕조 472년간의 역사가 고스란히 담겨 있는 조선왕조실록을 근거로 묻혀버린 사실들의 잘못 알려진 것들은 역사의 재조명한 프로그램이다.

## 방송 시간
- KBS 1TV - 1997년 3월 11일부터 1998년 5월 26일까지, 매주 화요일 밤 10시 15분 ~ 11시

## 진행자
- 유인촌

## 에피소드 목록

### 1997년
| 횟수 | 방송 일자 | 제목                                                           |
| ---- | --------- | -------------------------------------------------------------- |
| 1    | 3월 11일  | 조선시대 블랙박스 - 조선왕조실록                               |
| 2    | 3월 18일  | 나라이름을 "조선"으로 정한 까닭은?                             |
| 3    | 3월 25일  | 개국 프로젝트 제1호 - 종묘                                     |
| 4    | 4월 1일   | 킹 메이커 정도전의 사후 이력서                                 |
| 5    | 4월 8일   | 조선시대에는 인사청탁법이 있었다                               |
| 6    | 4월 15일  | 태조가 태종에게 활을 쏜 까닭은?                                |
| 7    | 4월 22일  | 1402년, 조선이 바라본 세계                                     |
| 8    | 4월 29일  | 세종탄신 600주년 기획 1 - 세종 즉위, 태종의 시나리오였다       |
| 9    | 5월 6일   | 세종탄신 600주년 기획 2 - 집현전에 물어보라                    |
| 10   | 5월 13일  | 세종탄신 600주년 기획 3 - 세종, 최초의 여론조사를 실시하다     |
| 11   | 5월 20일  | 세종탄신 600주년 기획 4 - 그러나 세종은 불행한 왕이었다        |
| 12   | 6월 17일  | 단종은 영월에 살아있다                                         |
| 13   | 7월 8일   | 조선 선비 중국 표류기                                          |
| 14   | 7월 15일  | 노비의 출산휴가는 80일이었다                                   |
| 15   | 7월 22일  | 사치하는 자는 장 100대에 처하라                                |
| 16   | 8월 5일   | 홍길동은 실존인물이었다                                        |
| 17   | 8월 19일  | 철저해부! 연산의 다섯가지 폭정                                 |
| 18   | 8월 26일  | 언관 채수가 귀신 이야기를 쓴 까닭은 - 조선시대 금서 "설공찬전" |
| 19   | 9월 2일   | 1581년, 조선팔도는 지금                                        |
| 20   | 9월 9일   | 전하, 그 뜻을 거두소서 - 조선시대의 언론정신                   |
| 21   | 9월 23일  | 발 뒤의 정치 - 문정왕후의 수렴청정                             |
| 22   | 9월 30일  | 다시 보는 임진왜란 1 - 7년 전쟁, 패배는 60일 뿐이었다          |
| 23   | 10월 7일  | 다시 보는 임진왜란 2 - 전쟁중에도 과거를 실시했다              |
| 24   | 10월 14일 | 조선외교 비사 - 왜란 후 10년, 통신사를 보낸 까닭은?            |
| 25   | 10월 21일 | 광해군 다시보기 1 - 파주가 서울이 될 뻔했다                    |
| 26   | 10월 28일 | 광해군 다시보기 2 - 조선 최초의 해외 파병, 실리외교로 풀었다   |
| 27   | 11월 4일  | 아! 잊으랴 어찌 우리 이날을 - 삼전도의 치욕                    |
| 28   | 11월 11일 | 실록 청문회 - 김자점이 간신인 다섯가지 이유                    |
| 29   | 11월 18일 | 그때 우리는 북벌을 꿈꾸었다                                    |
| 30   | 11월 25일 | 17세기, 조선에도 소빙하기가 있었다                             |
| 31   | 12월 9일  | 장희빈이 사약을 받은 진짜 이유는?                              |
| 32   | 12월 16일 | 놀부는 왜 처음부터 부자였나 - 조선시대의 가족제도              |

### 1998년
| 횟수 | 방송 일자 | 제목                                                                   |
| ---- | --------- | ---------------------------------------------------------------------- |
| 33   | 1월 6일   | 조선시대 독도지킴이 - 안용복                                           |
| 34   | 1월 13일  | 조선의 삼평통보 살리기 - 환율을 잡아라                                 |
| 35   | 1월 20일  | 일어서는 한강 서울의 상인들                                            |
| 36   | 2월 3일   | 조선의 절반은 노비였다                                                 |
| 37   | 2월 10일  | 조선의 뉴딜정책 - 영조의 청계천 준설공사                               |
| 38   | 2월 17일  | 아들을 죽인 임금, 그러나 - 영조의 두얼굴                               |
| 39   | 3월 10일  | 조선의 르네상스 정조시대 1 - 개혁의 산실 규장작                        |
| 40   | 3월 17일  | 조선의 르네상스 정조시대 2 - 국왕도 일기를 썼다                        |
| 41   | 3월 24일  | 조선의 르네상스 정조시대 3 - 피가로의 결혼과 판소리 춘향전             |
| 42   | 3월 31일  | 조선의 르네상스 정조시대 4 - 인왕산 선언 "조선은 양반의 나라가 아니오" |
| 43   | 4월 7일   | 조선의 르네상스 정조시대 5 - 그들은 신주를 불태웠다                    |
| 44   | 4월 14일  | 입체분석 정약용의 자서전 1 - IQ는 150+a                                |
| 45   | 4월 21일  | 입체분석 정약용의 자서전 2 - 유배 18년 500권의 책 어떻게 썼나          |
| 46   | 4월 28일  | 최초 공개 홍경래 난 진중일기                                           |
| 47   | 5월 5일   | 사례분석 세도정치하의 부정부패                                         |
| 48   | 5월 12일  | 궁궐에 조선이 있다                                                     |
| 49   | 5월 19일  | 철종즉위 누구의 시나리오였나                                           |
| 50   | 5월 26일  | 다시보는 조선왕조실록                                                  |

## 제작진
- 책임 프로듀서 : 남성우
- 연출 : 남기석, 김규태, 왕현철, 이도경, 김형일, 허진, 권오주, 우종택, 양승동, 이완희, 장성주
- 작가 : 이혜진, 빈선화, 권기경, 정윤정, 주은경

## 같이 보기
- TV 역사저널 (후속작, 1998년)
- 역사스페셜 (1998년 ~ 2003년)